# Hipoclorit de liti
L'hipoclorit de liti és un compost químic del grup de les sals, constituït per anions hipoclorit {\displaystyle {\ce {ClO-}}} i cations liti {\displaystyle {\ce {Li+}}}, la qual fórmula química és {\displaystyle {\ce {LiClO}}}.
L'hipoclorit de liti és un algicida, desinfectant, fungicida i desinfectant de superfície de contacte amb aliments. El seu principal ús pesticida és controlar les algues, els bacteris i la floridura en sistemes d'aigua de piscines, banys d'aigua termal i balnearis. També s'utilitza per a desinfectar els equips de la planta de processament d'aliments i formatges, els lactis i els estris i estris de menjar. L'hipoclorit de liti es formula com un líquid llest per a l'ús i un concentrat sòlid soluble. S'aplica a l'aigua de la piscina amb una cistella de l'escumadora, i a equips o estris a mà o mitjançant l'ús d'una rentadora de plats. El liti és un element que és present de manera natural a baixos nivells en aigua i aigua potable.